# Primula capillaris
Primula capillaris är en viveväxtart som beskrevs av Noel Herman Holmgren och A.H. Holmgren. Primula capillaris ingår i släktet vivor, och familjen viveväxter. Inga underarter finns listade i Catalogue of Life.